# Copelandiopteris pachysora
Copelandiopteris pachysora là một loài thực vật có mạch trong họ Pteridaceae. Loài này được (Copel.) DC. mô tả khoa học đầu tiên năm 1973.